# Лептирица (представа)
Лептирица је позоришна представа коју је режирала Исидора Гонцић према литерарном поднеску „После деведесет година” класика српског реализма Милована Глишића који је адаптирао Димитрије Коканов.
Премијерно приказивање било је 16. децембра 2015. године у омладинском позоришту ДАДОВ.

## Радња
Прича представе третира младалачку љубав, смештену у оквире словенске митологије и приче о српском вампиру Сави Савановићу.
Кроз дечију игру остварује се веза између модернидх јунака, прошлости и фолклорног наслеђа наше културе.

## Улоге
| Лица | Глумци              |
| ---- | ------------------- |
|      | Тодор Димитријевић  |
|      | Исидора Динчић      |
|      | Урош Ђорговски      |
|      | Маја Шумоња         |
|      | Никола Тодоровић    |
|      | Никола Станимировић |
|      | Ивана Живковић      |
|      | Влада Папрић        |
|      | Јована Мисаиловић   |
|      | Елена Марјановић    |
|      | Нина Стаменковић    |
|      | Јана Рокић          |
|      | Ирена Тепшић        |